# Adobe Photoshop
Adobe Photoshop（アドビ フォトショップ）は、アドビが販売しているビットマップ画像編集アプリケーションソフトウェアである。

## 概要
主に写真編集（フォトレタッチ）としての役割を担うソフトウェアとして、画像加工、イラストレーション、印刷業界などあらゆる画像分野で使用されており、この分野では代表的な存在である。主に写真などの加工に適しており、さまざまなフィルタやプラグインを追加することによって、機能を拡張することができる。また、Illustrator や InDesign といった同社の他のソフトとは、シームレスな連携がはかられている。
2次元コンピュータグラフィックスを代表するソフトでもあり、編集・加工機能や入稿時のカラーマッチングに優れているPhotoshop、ペンタブレットでの描画機能やナチュラル表現に優れているPainterという位置づけで定着している。
Photoshop の標準画像ファイルフォーマットはPSD形式であり、レイヤーやパス、印刷情報や著作権情報などを付加して保存できる。また多くの画像フォーマットに対応しており、ビットマップ画像だけでなくベクターイメージを扱うこともできる。
フォトショップという単語自体が「画像加工する・加工された画像」という意味で使われることもあり、英語でもPhotoshopが「画像を加工する」動詞として使われる。

## 歴史
1987年、当時ミシガン大学の学生であったトーマス・ノールが Macintosh Plus 向けにグレースケールの画像を扱うソフトウェアを開発した。これに惹かれたインダストリアル・ライト&マジックの画像編集部門の社員であり、トーマスの弟でもあるジョン・ノールが開発に参加し、最初ImageProとして、後にPhotoShopとしてプロトタイプを完成させた。後にこれをAppleとアドビにデモして見せ、1988年9月にアドビがライセンスと販売権の取得を決定し1989年4月に正式契約、1990年に最初のバージョンである Photoshop 1.0 が発売された。2013年にPhotoshop 1.0.1のソースコードがコンピュータ歴史博物館に寄贈され、公開された。
アドビの印刷業界でのノウハウを生かして、その方面の機能強化や、機材やソフトの連携を練り込まれた Photoshop は、それまで高価な機材が必要だった作業をパソコン上で安価に実現させ、デザイナー・出版業・印刷業などのプロフェッショナル業界に浸透していった。Photoshopを使うためにMacintoshを導入するケースも多く、キラーアプリケーションの代名詞的存在であった。
バージョン 2.5からはMicrosoft Windows版も登場し、パソコンの高性能化、低価格化に伴い、そのハードルは低くなり、プロフェッショナルユーザーだけでなく、アマチュアのイラストレーターや写真家、画像加工に興味ある一般ユーザーにも浸透し、画像加工・調整を行う上で、デファクトスタンダードとなっている。英語では動詞にもなっており、"写真をphotoshopする" とは、（自分の顔写真を綺麗に見せるためなどで）デジタル写真をPhotoshopで加工修正することをいうが、これはアドビのイメージダウンになるので、アドビは「photoshopという動詞やphotoshopedという用語は使用しないように」とガイドラインで呼びかけている。
2008年に発売されたCS4(11) から、Windows版には32ビット版に加えて新たに64ビット版も投入され、これにより使用可能なメモリの量からくる制約が軽減されている。Mac OS X版ではPhotoshop CS(8.0)以来利用してきたAPIのCarbonが32ビットのみであったことから、64ビットへの移行に時間が掛かり、2010年に発売されたCS5(12)でCocoaに移行するまで待たされることとなった。
2019年11月4日にiPadOS版がリリースされたが、従来のPhotoshopとUIが大きく異なる上、多くの機能がない為に、当初は芳しくない評価を受けていた。2023年現在では1.3万ユーザによる5段階評価で4.3と非常に高い評価を得ている。

## バージョン、シリーズ
バージョンの数字の表記は 7.0 までで、その後は Photoshop CS (Creative Suite) という新ブランドネームに改訂されている。バージョン 5.5 からは当初別パッケージで供給されていたウェブ用画像作成ソフトウェア ImageReady とセットで販売された（CS3 から機能の統合が行われ、セットでの販売はなくなっている）。その後バージョン 6 になって、インターフェースの変更が行われ、同時にこれまで、弱いとされていた画像プリントエンジンの強化が行われた。
1995年、Windows 95 の発売を機に一般の間にパソコンが爆発的に普及してからは、CGイラストやデジタル同人誌制作に必要不可欠なソフトと認識されるようになった。しかしながら、10万円前後という商業利用を想定した価格設定は一個人が趣味のために利用するにはあまりにも高価なものであったことから、主にバージョン 4 から 5.5 の世代において、金銭的に余裕の無い者を中心に CD-ROM などにソフトウェアをコピーし配布するなどの手段による不正使用が横行した。この影響もあり、バージョン 6 以降からは Adobe Online Manager を利用したシリアル番号情報の回収による不正使用状況の調査を開始し、その結果をもとに Windows 版では CS1(8) から、Mac OS X 版は CS2(9) から不正使用を防ぐ為のアクティベーションが具体的に導入されることとなった。
パーソナルユース向けに機能を限定した廉価版として、Photoshop Elements が発売され（過去には Photoshop LE、Photo Deluxe など）、各種のデジタルカメラやスキャナ、ペンタブレットなどに付属ソフトウェアとして同梱されていたり、パッケージとして販売されている。付属ソフトウェア版は商品版よりも実質的に安く入手できるかわりに、通常商品版よりも1世代前のバージョンのものが同梱されていることが多い。通常版との違いは、レイヤー機能の一部に制限があり、トーンカーブ・パス機能がなく、CMYK画像の編集ができない点などがある。画像管理面の機能も付加され、直感的な操作で作業が行えるなど、パーソナルユース向けの性格を強くしている。また、高機能なデジタルカメラの普及にともない、RAW現像に特化したソフトウェアとして、Photoshop Lightroom が Photoshop ファミリーとしてリリースされている。
オンラインサービスとしてモバイルデバイスに特化したPhotoshop Expressがある。利用には無料のアカウント登録が必要で、用意された2GBのストレージに画像や動画をアップロードして編集・管理できる。また、Facebook、Flickr、Photobucket、Picasaなどの外部サービスと連携することもできる。
CS3(10) からCS6(13)まで、通常版のPhotoshopに加え、映画制作やエンジニア、製造、建築、医療、科学分野を対象に3次元コンピュータグラフィックスや動画ファイルの簡易編集機能が付加された Extendedシリーズも提供されていた。（Image Readyは統合された。）
なお、2013年5月に発売されたAdobe Creative Cloudの登場により、パッケージ版の生産が終了し、店頭ではダウンロードカードのみの取り扱いになっている（Photoshop Elements、Lightroomを除く）。
CreativeCloudは、CS6かCCのどちらかをダウンロードでき、3ヶ月もしくは12ヶ月の使用期限が切れた場合は、再度カードを購入するかクレジットカード決済で継続することが可能である。
2023年9月に発表されたバージョン25.0から、同年3月からβテストが始まっていたAIを使用した描画ツールである「生成塗りつぶし」および「生成拡張」が正式機能として搭載されることとなった。
また同じ2023年9月には、インターネットに接続されたパソコンであれば、プログラムをインストールせずにオンラインで作業が可能となるWeb版(Version:2023.19.1.0)が正式にリリースされた。

## リリース履歴
- 1990年 Photoshop 1.0
特徴：
  - カラー補正
  - トーンカーブ
  - レベル補正
  - スタンプツール
- 1991年 Photoshop 2.0
  - パス
  - Illustratorファイル向けラスタライザー
  - CMYKカラーをサポート
  - ダブルトーン
  - ペンツール
- 1993年 Photoshop 2.5
  - パレット
  - 16-bitファイルをサポート
- 1994年 Photoshop 3.0
  - レイヤー
  - パレットタブ
  - Windows 95対応日本語版(3.0.5)は1996年4月リリース[15]
- 1996年 Photoshop 4.0[16]
  - 調整レイヤー
  - アクション
  - 日本語版は1996年12月リリース[17][18] Windows NT 4.0対応
- 1998年 Photoshop 5.0[19]
  - 国際カラーコンソーシアム（ICC）準拠のカラーワークフロー
  - 複数回のやり直し（ヒストリーパレット）
  - マグネット選択ツール
  - 編集可能なテキストの入力
- 1999年 Photoshop 5.0 Limited Edition
- 1999年 Photoshop 5.5
  - PhotoshopにImageReadyを同梱
  - Web用に保存の機能機能
  - 抽出フィルタ
  - スライス／ロールオーバー機能
- 2000年 Photoshop 6.0
  - ベクトルシェイプツール
  - ユーザーインターフェイスのアップデート
  - ゆがみフィルタ
  - レイヤースタイル／描画モードのダイアログオプション
  - レイヤーセット（レイヤーフォルダ）
  - レイヤー作成可能枚数の大幅な増加 (ver5.5　背景レイヤ+99枚の計100枚まで　→ver6.0　最大8000枚)
- 2001年 Photoshop Elements 1.0
- 2002年 Photoshop 7.0
  - Mac OS X対応
  - 修復ブラシ
  - テキストの完全ベクトル化
  - 新しいペインティングエンジン（ブラシを強化）
  - ファイルブラウザ
  - XMPサポート
- 2002年 Photoshop Elements 2.0
- 2003年 Photoshop CS(1) (8.0)
  - シャドー／ハイライトコマンド
  - カラーの適用コマンド
  - ぼかし（レンズ）フィルタ
  - ヒストグラムパレット
  - スライスツールを大幅に改善
  - レイヤーカンプ
  - 包括的な16ビットカラー編集
  - ショートカットキーのカスタマイズ
  - アクティベーション搭載（Windowsのみ）
- 2003年 Photoshop Elements 3.0
- 2003年 Photoshop Album 1.0
- 2003年 Photoshop Album 2.0
- 2005年 Photoshop CS2 (9.0)
  - Bridge 1.0
  - スマートオブジェクト
  - 画像ワープ
  - スポット修復ブラシ
  - 赤目修正ツール
  - レンズ補正フィルタ
  - スマートシャープ
  - Vanishing Pointフィルタ
  - スマートガイド
  - HDR画像サポート
  - アクティベーション搭載 (Mac)
- 2005年 Photoshop Elements 4.0
- 2006年 Photoshop Elements 5.0
- 2007年 Photoshop CS3(10.0), CS3(10.0) Extended
  - スマートフィルタ
  - IntelベースのMacintoshをネイティブにサポート
  - クイック選択ツール
  - 境界線を調整
  - レイヤーの自動整列と自動合成ツール
  - トーンカーブパレットでヒストグラム表示
  - 白黒調整レイヤー
  - (Extended) 3D視覚化とテクスチャ編集
  - (Extended) MATLABを統合
  - (Extended) 測定と計算ツール
  - (Extended) DICOMフォーマットをサポート
  - (Extended) モーショングラフィックとビデオレイヤー
  - (Extended) ムービーペイント
  - (Extended) 3Dをサポートするバニッシングポイント
  - (Extended) 画像のスタック処理
- 2007年 Photoshop Elements 6 (Windows)
- 2008年 Photoshop Elements 6 (Mac), Elements 7 (Windows)
- 2008年 Photoshop CS4(11.0), CS4(11.0) Extended (Windows/Mac)
  - Windows版64ビット対応[20]
  - 調整パネル
  - マスクパネル
  - よりスムースなパンとズーム
  - キャンバスの回転（GPU使用）
  - 共通のユーザーインターフェイス
  - コンテンツに応じて拡大縮小
  - GPUアクセラレーション
  - (Extended) 画期的な3D編集と合成
  - (Extended) モーショングラフィックの向上
  - (Extended) ボリュームレンダリング
  - (Extended) データの収集と分析の簡便化
- 2009年 Photoshop Elements 8 (Windows/Mac)
- 2010年 Photoshop CS5(12.0), CS5(12.0) Extended(Windows/Mac)
  - Mac OS X版64ビット対応[21]
  - 混合ブラシ
  - パペットワープ
  - コンテンツに応じた塗り
  - (Extended) 3D成形
- 2010年 Photoshop Elements 9 (Windows/Mac) ※Pseのパッケージ版はこのバージョン以降ハイブリッドDVDによる提供となっている。
- 2011年 Photoshop Elements 10 (Windows/Mac)
- 2012年 Photoshop CS6(13.0), CS6(13.0) Extended(Windows/Mac)
  - コンテンツに応じた移動・パッチ
  - Mercury Graphics Engine
  - 広角補正
  - (Extended) 3Dの直感的なコントロール
  - (Extended) 3Dオブジェクトを簡単に整列および分散
- 2012年 Photoshop Elements 11 (Windows/Mac)
- 2013年6月17日 Photoshop CC(14.0) (Windows/Mac)
  - Creative Cloudとの連携性が向上
  - 刷新したスマートシャープ
  - 高品位なアップサンプリング
  - Photoshop Extendedの機能を搭載
  - Camera Raw 8とレイヤーのサポート
  - 編集可能な角丸の長方形
  - 複数のシェイプとパスを選択
  - 手ぶれ補正
  - スマートオブジェクトのサポート強化
  - 改良された3Dペイント
  - 文字スタイル機能の強化
  - CSS属性のコピー
  - 条件付きアクション
  - 改善された3Dシーンパネル
  - ワークフローの高速化
  - 3D機能の強化
  - Webファイルからカラーを読み込み
  - システムに応じて文字をアンチエイリアス
  - 改良された最小値／最大値フィルター
- 2013年9月8日 Photoshop CC(14.1) (Windows/Mac)
- 2014年1月15日 Photoshop CC(14.2) (Windows/Mac)
- 2014年6月18日 Photoshop CC 2014 (15.0) (Windows/Mac)
  - 画像の霧を除去したり、追加できる“Dehaze（ディヘイズ）”
  - アートボード機能
  - Preview CC
  - ノイズフィルター
  - レイヤースタイルの複数掛けが可能に
  - 字形パネル
  - Adobe Stockとの連携（画像素材の購入が楽に）
- 2014年8月5日 Photoshop CC (2014.1) (Windows/Mac)
  - 拡張された3Dプリンタサポート
  - 各種3Dファイル形式のサポート
  - 最適化された3Dプリンタリソース
  - 3Dプリンタワークフローの改善
- 2014年10月6日 Photoshop CC (2014.2) (Windows/Mac)
  - Creative Cloudライブラリ
  - アセットの抽出
  - ガイドの改良
  - 3D PDFファイルのサポート
  - 新しい3Dプリンタプロファイル
  - SVGエクスポート
  - Mercury Graphics Engineのパフォーマンス向上
- 2015年4月21日 Photoshop CC (2014.2) (Windows/Mac)
  - HDR Merge
  - パノラママージ
- 2015年6月15日 Photoshop CC 2015 (16.0) (Windows/Mac)
- 2015年11月30日 Photoshop CC 2015.1 (16.0.1) (Windows/Mac)
- 2016年6月20日 Photoshop CC 2015.5 (17.0) (Windows/Mac)
  - コンテンツに応じた切り抜き
  - マッチフォント機能
  - 顔のパーツ調整
- 2016年11月2日 Photoshop CC 2017.0.1 (18.0) (Windows/Mac)
- 2016年12月12日 Photoshop CC 2017 (18.0.1) (Windows/Mac)
- 2017年10月18日 Photoshop CC (19.0) (Windows/Mac)
  - ストロークのスムージング　プルドストリングモード、ストロークのキャッチアップ、ストローク終了時にキャッチアップ、ズーム用に調節
  - 使い勝手が向上したブラシプリセット管理
  - 高度なカスタムブラシの使用
  - PhotoshopでのLightroomの写真へのアクセス
  - 可変フォント
  - 作品の手軽な配信
  - 曲線ペンツール
  - パスオプションが白黒以外でも利用できる
  - レイヤーのコピー＆ペースト
  - 詳細ツールチップ
  - Photoshopでの球パノラマの編集
  - プロパティパネルの改善
  - 選択とマスクの機能強化
  - ラーニングパネル
  - テクノロジープレビュー機能
  - ディテールを保持2.0アップスケール
  - 対象ペイント
- 2019年11月4日 Photoshop iPad版(iPadOS 13.1)リリース[22]
- 2021年3月5日 Photoshop CC (22.3) Mac版Appleシリコン対応[23]
- 2021年5月7日 Photoshop CC (22.4) ARM版Windows 10 ARM64対応[24][25]
- 2022年6月14日 Photoshop CC (23.4) (Windows/Mac)
- 2023年9月13日 Photoshop CC (25.0) (Windows/Mac)
  - Adobe Firefly を利用した「生成塗りつぶし」および「生成拡張」
  - 削除ツールの機能向上
- 2023年9月28日 Photoshop web版 (2023.19.1.0) (Google Chrome/Microsoft Edge/Firefox)
  - プログラムをインストールせずに、インターネットに接続されたパソコン上のWebブラウザから利用できる
- 2024年10月14日 Photoshop CC (26.0) (Windows/Mac)
  - 「不要な要素の削除」で画像内の被写体以外の不要物を自動的に選択、削除
  - 生成塗りつぶし、生成拡張および類似を生成で画質が大幅に向上
  - 「背景を生成」を使用したテキストプロンプトによる新しい背景の作成